# Афонија
Афонија је симптом који представља безвучност гласа, односно немогућност говора.
До овога могу довести различита обољења: парализа повратног гркљанског живца, конверзивне неурозе (хистерије), миастенија гравис (парализа гркљанских и ждрелних мишића), амиотрофична латерална склероза, ботулизам и др.
Афонија означава безвучност гласа. У зависности од основног обољења могу је пратити и други симптоми: парализа кранијалних нерава, мишића, очију (страбизам, спуштене обрве), дисфагија (отежано гутање), вртоглавица, смањење или потпуни недостатак свих секрета.
Дијагноза се поставља на основу анамнезе, клиничке слике, неуролошког прегледа, електромиографског прегледа, компјутеризоване томографије и нуклеарне магнетне резонанце, електроенцефалограма, изолације узрочника и токсина из остатака хране (код ботулизма) и сл.
У случају афоније лечи се основно обољење.